# История почты и почтовых марок Гавайев
История почты и почтовых марок Гавайев охватывает периоды, когда на Гавайских островах, архипелаге в центральной части Тихого океана, существовали самостоятельные государственные образования — Королевство Гавайи (до 1893), Временное правительство Гавайев (17 января 1893 — 4 июля 1894) и Республика Гавайи (1894—1898). С 1851 года и до включения Гавайев в состав США в 1899 году здесь выходили собственные почтовые марки. Гавайи являлись самостоятельным членом Всемирного почтового союза (ВПС; с 1882).

## Развитие почты

### Ранний этап
История почты на Гавайских островах началась после их открытия европейцами. Ранние торговцы на Гавайях довольствовались нечастыми заходами на острова кораблей. В 1846 году почта британского военно-морского флота переправлялась с островов через Гонконг.

### Собственная почтовая служба
Независимость Королевства Гавайи была признана Великобританией, США и Францией в 1843 году. Первый обмен почтой между Гавайскими островами и США был установлен в 1849 году. В 1882 году Королевство Гавайи было принято в члены ВПС. До этого времени применявшиеся собственные марки были действительны только для межостровного почтового сообщения, а для доставки корреспонденции до Сан-Франциско и далее по территории США необходимо было клеить почтовые марки США. После аннексии островов 12 августа 1898 года Соединёнными Штатами Америки почтовые учреждения на островах стали частью общей почтовой системы США.

### Голубиная почта
В конце XIX века на Гавайских островах было недостаточно пароходных сообщений, ввиду чего в 1897 году была организована регулярная голубиная почта. С её помощью пересылались письма и деньги. Расстояние между Гонолулу, главным городом островов, и Хило, главным пунктом острова Гавайи (приблизительно 400 км по прямой линии) голубь пролетал, при противном ветре, за 10 часов. Вот как об этом сообщалось в тогдашних газетах:
Среди Тихого океана между главными островами Гавайского архипелага будет организована постоянная и правительственная голубиная почта для быстрой пересылки писем и депеш. Самое большое расстояние между Гонолулу и Хилу, главным местечком гавайского острова, почти 400 км, и на перелёт голуби ежедневно употребляют немного больше 10 часов. При голубиной почте пользуются микроскопическими фотографическими снимками, содержащими тысячи депеш и весящими едва полграмма. («Санкт-Петербургские ведомости» от 12 января 1898 года.)

### Авиапочта
Первый показательный авиапочтовый рейс был организован во время авиационной выставки «Flying Exhibition» в Колоа в 1914 году. Организатором этого рейса выступил Джон Гриббл, президент Гавайского филателистического общества.
С 1935 года было установлено почтовое обслуживание на скоростной авиалинии через Тихий океан, соединившей Сан-Франциско и Гавайи.

## Выпуски почтовых марок

### Королевство Гавайи

#### Первые марки
Первыми почтовыми марками Гавайев была стандартная серия, позднее получившая название «Гавайские миссионеры». О поступлении в продажу в почтовых отделениях Гонолулу и Лаайна первых трёх марок номиналом в 2, 5 и 13 центов было объявлено 1 октября 1851 года. На марках была надпись «Hawaiian Postage» («Гавайский почтовый сбор»).
К началу апреля 1852 года была выпущена четвёртая марка с надписью «H. I. & U. S. Postage» («Почтовый сбор Гавайских островов и США»). Её выпуск был вызван необходимостью уточнить в надписи на марке, что сумма сбора в размере 13 центов включала 8 центов почтового сбора за пересылку в США.

#### Последующие эмиссии
Поскольку пересылка местной корреспонденции и между островами архипелага была бесплатной до 1859 года, все «Гавайские миссионеры» служили только для оплаты международных почтовых отправлений. С 1859 года эмитировались марки, предназначавшиеся только для внутренних почтовых отправленийю
Введение оплаты пересылки внутренних почтовых отправлений привело к эмиссии почтовых марок, известных ныне как «цифровой выпуск» (Numeral issue). Миниатюры этого выпуска печатались неоднократно на разной бумаге и в разных цветах.
Считающиеся среди коллекционеров самыми красивыми гавайскими марками вышли в серии «Портреты королевской семьи», напечатанной в Нью-Йорке компанией National Bank Note Co. и её преемницей — American Bank Note Co.
- Примеры почтовых марок Королевства Гавайи
- 1866: Камеамеа V
 (Sc #32)
- 1871: М. Кекуанаоа
 (Sc #34)
- 1878: принцесса Виктория  (Sc #30b)
- 1891: Лилиуокалани
 (Sc #52)

### Временное правительство
В 1893 году, когда власть на островах перешла к Временному правительству Гавайев, на марках прежних выпусков была сделана надпечатка на английском языке «Provisional Govt. 1893» («Временное правительство, 1893»). Надпечатка выполнялась на месте и в спешке, поэтому известен ряд разновидностей.

### Республика Гавайи
В 1894—1899 годах выходили марки Республики Гавайи, с оригинальными рисунками и имевшие хождение на территории островов. Всего в этот период были выпущены семь почтовых марок — с портретом плантатора и президента Гавайев С. Доула. В 1899 году появилась особая серия марок для международных почтовых отправлений. На республиканских марках (до 1899 года) употреблялись надписи «Hawaii» («Гавайи»), «Hawaiian Islands Postage» («Почтовый сбор Гавайских островов»), «Republic of Hawaii» («Республика Гавайи»).
После утраты Гавайями независимости, с 14 июня 1900 года в обращении здесь стали употребляться марки США. Всего, по сведениям Л. Л. Лепешинского (1967), Гавайи выпустили с 1851 по 1899 год 71 почтовую марку. Однако в каталоге «Скотт» перечислены, не считая разновидностей, 82 почтовые марки. Помимо указанных выше, на марках также встречаются следующие надписи: на английском языке — «Honolulu. Hawaiian Ids» («Гонолулу. Гавайские острова»), «Postage» («Почтовый сбор»), «Interisland» («Межостровное почтовое сообщение»), «H. I. Postage»; на гавайском языке — «UKU leta» («Почта»).

## Другие виды почтовых марок

### Служебные
Для департамента иностранных дел Гавайев в 1896 году выпускались служебные марки, на которых стояла надпись англ. «Dept of Foreign Affairs» («Департамент иностранных дел»). На марках был помещён портрет одного из вождей переворота 1893 года и сторонника аннексии Гавайев Соединёнными Штатами Л. Э. Терстона, владельца и редактора ведущей гавайской газеты «Гонолулу Эдвертайзер» (англ. The Honolulu Advertiser) Всего насчитывается шесть таких марок.

### Железнодорожные
Железную дорогу на острове Мауи начали строить в 1874 году. В 1879 году была основана железнодорожная компания Kahului Railroad Co. Она обслуживала линию между глубоководным портом Каулуи и терминалами на плантациях сахарного тростника на острове. Компания перевозила по железной дороге письма и посылки, потому что гавайское почтовое ведомство в то время не могло соперничать с железной дорогой в отношении быстроты доставки корреспонденции. Вначале перевозка почты осуществлялась по мере надобности и бесплатно.
В 1894 году администрация железной дороги заказала Американской банкнотной компании изготовление особых железнодорожных марок номиналом в 5, 6, 15, 18, 50 центов и 1 доллар. Главным элементом дизайна марок были цифры номинала. Встречающиеся гашения марок зачёркиванием с помощью синего карандаша являются типичными. Из всех номиналов лишь марки в 6 и 18 центов и в негашеном состоянии ныне доступны для коллекционеров, марки остальных номиналов встречаются реже, и еще труднее найти действительно прошедшую почту марку любого достоинства.

## Гербовые марки
Королевством Гавайи и Республикой Гавайи (а впоследствии и Территорией Гавайи в составе США) эмитировались гербовые марки. На марках была дана надпись «Internal Revenue» («Внутренний гербовый сбор»).

## Цельные вещи
Все три самостоятельные гавайские администрации — Королевства Гавайи, Временного правительства и Республики Гавайи — выпускали цельные вещи, в том числе и маркированные почтовые карточки.

## Развитие филателии
Для коллекционеров почтовых марок на Гавайях организовано Гавайское филателистическое общество, основанное в 1911 году и являющееся ассоциированным членом Американского филателистического общества. В Обществе, руководство которого базируется в Гонолулу, состоит около 350 членов, живущих на Гавайях, в США и некоторых других странах. Обществом проводятся филателистические выставки и издаётся ежеквартальный филателистический журнал под названием «Po’oleka O Hawai’i» («Почтовая марка Гавайев»).
Крупнейшую в истории коллекцию гавайских марок и конвертов, известную как коллекция «Гонолулу Эдвертайзера», собрал внук Л. Э. Терстона, Терстон Твигг-Смит (Thurston Twigg-Smith). Коллекция была распродана на аукционе в 1995 году.